# Martin Reiter (Streethockeyspieler)
Martin Reiter (* 22. Juli 1982 in Rosenheim) ist ein ehemaliger deutscher Streethockey-Nationalspieler.

## Karriere
Reiter war zwischen 1998 und 2008 beim WSV Oberaudorf in der ersten Streethockey-Bundesliga aktiv.
1999 und 2001 spielte Reiter bei zwei Junioren-Weltmeisterschaften und erzielte dabei fünf Tore und zehn Assists.
Im Jahr 2007 gehörte Reiter zur Nationalmannschaft bei der Weltmeisterschaft in Ratingen. Hier erzielte er ein Tor und zwei Assists.
2008 beendete Reiter seine Karriere aufgrund von anhaltenden Rückenproblemen.